# Rota (wulkan)
Rota – nieaktywny stratowulkan o wysokości 832 m, położony w Departamencie León znajdującym się w zachodniej części Nikaragui.